# Провулок Миколи Леонтовича (Житомир)
Провулок Миколи Леонтовича — провулок у Корольовському районі Житомира. Названий на честь українського композитора та диригента Миколи Леонтовича.

## Історія
До 29 червня 2016 року мав назву «1-й Першотравневий провулок».
Відповідно до розпорядження був перейменований на провулок Миколи Леонтовича.